# Kalinowskoje (Kraj Stawropolski)
Kalinowskoje (ros. Калиновское) – wieś w Rosji, w Kraju Stawropolskim, w rejonie aleksandrowskim. W 2021 liczyła 3437 mieszkańców.